# Heterochorista
Heterochorista là một chi bướm đêm thuộc phân họ Tortricinae của họ Tortricidae.

## Các loài
- Heterochorista acomata Horak, 1984
- Heterochorista aperta (Diakonoff, 1953)
- Heterochorista aura Horak, 1984
- Heterochorista chrysonetha (Diakonoff, 1953)
- Heterochorista classeyiana Horak, 1984
- Heterochorista dispersa Diakonoff, 1952
- Heterochorista fulgens Horak, 1984
- Heterochorista inumbrata (Diakonoff, 1953)
- Heterochorista melanopsygma (Diakonoff, 1953)
- Heterochorista nitida Horak, 1984
- Heterochorista ornata Horak, 1984
- Heterochorista papuana (Diakonoff, 1952)
- Heterochorista polysperma (Diakonoff, 1952)
- Heterochorista prisca Horak, 1984
- Heterochorista punctulana Horak, 1984
- Heterochorista rostrata Horak, 1984
- Heterochorista rufulimaculata Horak, 1984
- Heterochorista signata Horak, 1984
- Heterochorista spinosa Horak, 1984
- Heterochorista trivialis Horak, 1984